# John Walton (Politiker)
John Walton (* 1738 in Colony of Virginia; † 1783 in New Savannah, Georgia) war ein britisch-amerikanischer Politiker und ein Siedler nahe Augusta, Georgia. Er war ein Bruder von George Walton, Gouverneur und US-Senator von Georgia, und Cousin von Matthew Walton, Kongressabgeordneter für Kentucky.
Walton wurde 1775 als Delegierter von St. Paul Parish in den Provinzkongress in Savannah gewählt. Danach wurde er am 26. Februar 1778 in den Kontinentalkongress gewählt, wo er am 24. Juli 1778 die Konföderationsartikel unterzeichnete. Ferner war er einige Jahre Landvermesser in Richmond County, bevor er dann 1783 starb.